# Jean-François Copé

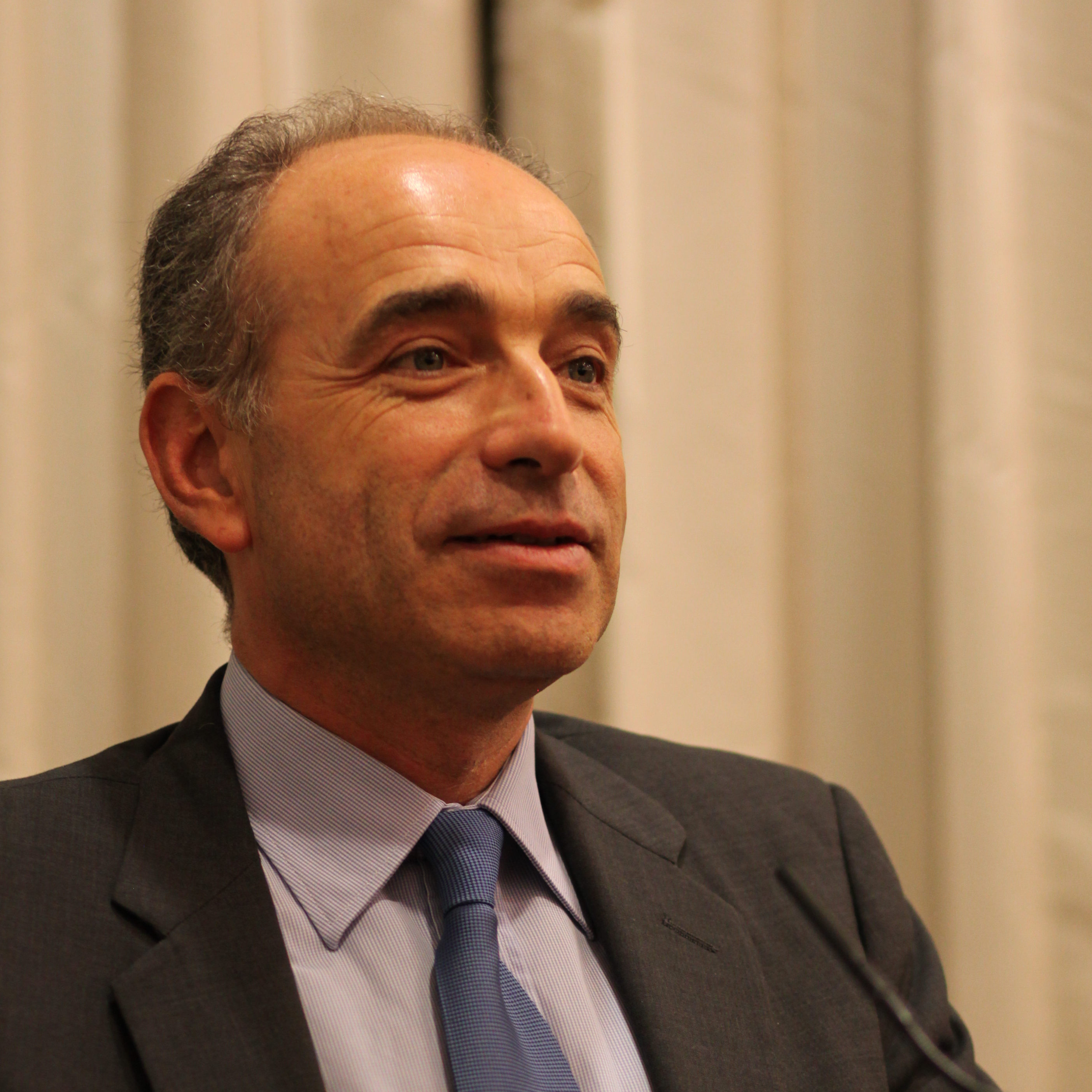
Jean-François Copé (2016)

Jean-François Copé (* 5. Mai 1964 in Boulogne-Billancourt) ist ein französischer Politiker (RPR, UMP, Les Républicains). Vom 20. November 2012 bis zum 15. Juni 2014 war er Vorsitzender der konservativen Partei UMP. Copé ist seit 2005, wie schon 1995 bis 2002, Bürgermeister der Stadt Meaux.

## Familie
Jean-François Copé ist der Sohn des Gastroenterologen Roland Copé und dessen Ehefrau Monique Ghanassia. Seine Großeltern väterlicherseits waren aschkenasische Juden aus Rumänien, die in den 1900er- bzw. 1920er-Jahren nach Frankreich eingewandert waren. Sie überlebten den Holocaust versteckt auf einem Bauernhof im Limousin, ihre Retter wurden als Gerechte unter den Völkern ausgezeichnet. Der Vater verkürzte den Familiennamen in den 1950er-Jahren von Copelovici zu Copé. Die Familie mütterlicherseits waren sephardische Juden aus Algier, die aufgrund des Algerienkriegs 1954 ins französische Mutterland zogen. Copé bezeichnet sich selbst als nicht praktizierenden Juden und überzeugten Anhänger des Laizismus.
Copé war von 1991 bis 2007 in erster Ehe mit der PR-Beraterin Valérie Ducuing verheiratet. Das Paar hat zwei Kinder. Im Dezember 2011 heiratete er die Psychologin Nadia Hamama, mit der er eine weitere Tochter hat.

## Ausbildung und Beruf
Copé absolvierte zwei Elitehochschulen, die Sciences Po und 1987 bis 1989 die École nationale d’administration (ENA). Anschließend war er Verwaltungsbeamter beim staatlichen Finanzinstitut Caisse des Dépôts (CDC), dann von 1991 bis 1993 Büroleiter des Präsidenten des Crédit local de France. Daneben lehrte er von 1990 bis 1993 als Maître de conférences für Wirtschaft und Finanzen an der Pariser Sciences Po. Von 1998 bis 2002 war er Professeur associé an der Universität Paris VIII.
Obwohl er kein Jurastudium absolviert hat, wurde Copé nach seinem Ausscheiden aus der Regierung im Mai 2007 als Rechtsanwalt vereidigt und übte diese Tätigkeit bis 2011 aus. Von 2007 bis 2010 war er bei der internationalen Wirtschaftskanzlei Gide Loyrette Nouel, anschließend als selbstständiger Anwalt tätig. Seine Tätigkeit als Anwalt nahm er nach seinem Rücktritt als Parteivorsitzender wieder auf.

## Politische Karriere
Als Wirtschaftsfachmann gehörte Copé 1993–95 zu den Ratgebern des damaligen RPR-Vorsitzenden und Pariser Bürgermeisters Jacques Chirac und arbeitete als Stabschef des beigeordneten Ministers Roger Romani. Bei der Präsidentschaftswahl 1995 unterstützte er Chirac. Im Juni 1995 wurde Copé als Ersatzkandidat für den zum Minister ernannten Guy Drut Abgeordneter der Nationalversammlung für den 5. Wahlkreis des Départements Seine-et-Marne. Mit 31 Jahren war er damals das jüngste Mitglied der Nationalversammlung.
Bei der Kommunalwahl 1995 wurde er zum Bürgermeister der Stadt Meaux gewählt, die im Großraum Paris liegt. Da er zuvor keine besondere Verbindung zu Meaux hatte, galt er als „Fallschirmspringer“, der von seiner Partei über der Stadt „abgeworfen“ wurde (parachuté); dennoch setzte er sich gegen den langjährigen Amtsinhaber Jean Lion (PS) durch. Bei der Parlamentswahl 1997 trat Copé im 6. Wahlkreis desselben Départements an (in dem der Norden von Meaux liegt), unterlag aber im zweiten Wahlgang der sozialistischen Kandidatin Nicole Bricq. 2001 wurde er als Bürgermeister von Meaux wiedergewählt. Bei der Parlamentswahl 2002 gewann Copé gegen Bricq, verzichtete jedoch zugunsten seines Regierungsamts auf sein Parlamentsmandat. Auch das Bürgermeisteramt legte er im Juni 2002 nieder.

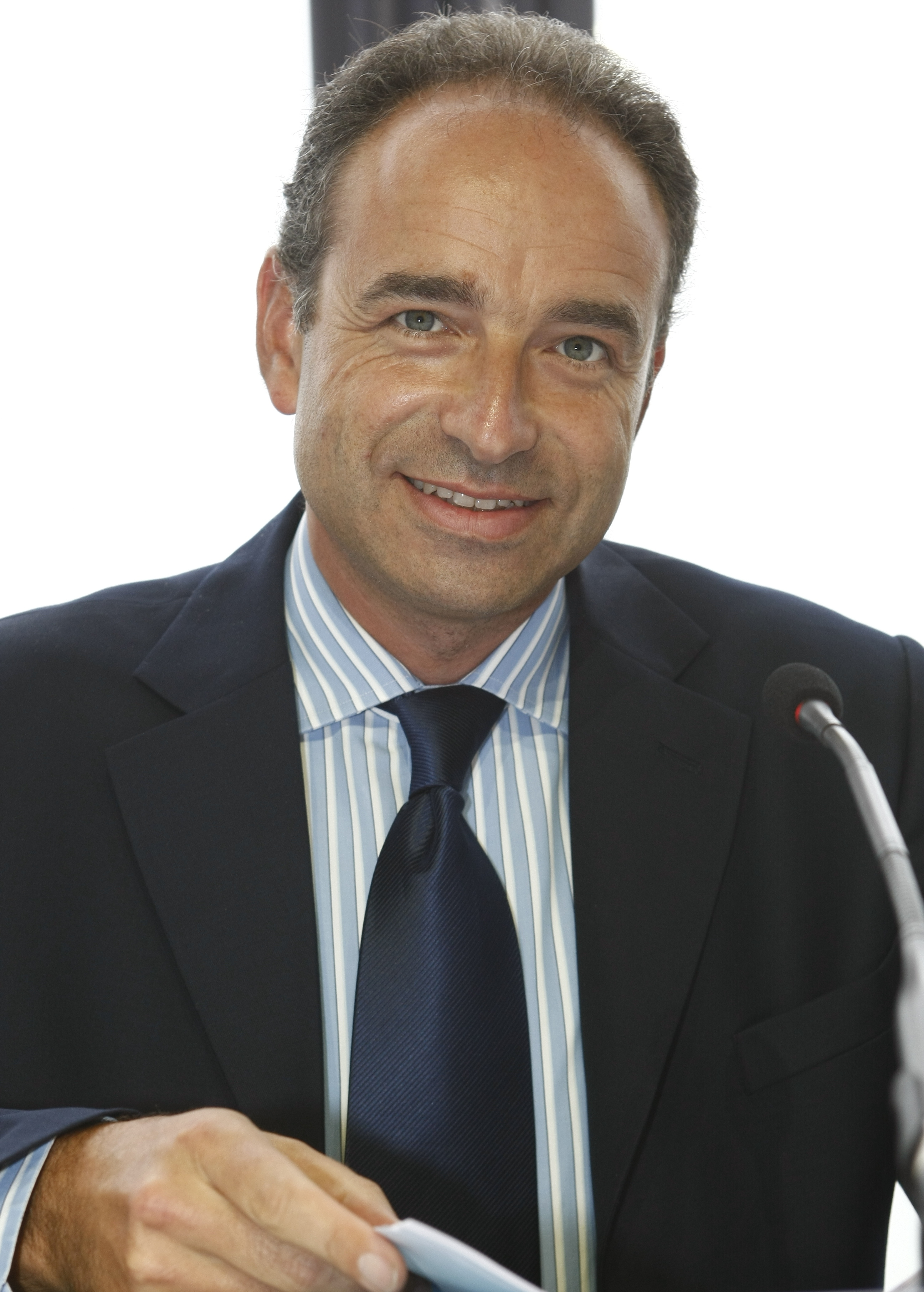
Copé im Jahr 2008

Im Mai 2002 wurde Copé Staatssekretär im ersten und zweiten Kabinett von Jean-Pierre Raffarin. Er war im Geschäftsbereich des Premierministers zuständig für die Beziehungen zum Parlament. Im Kabinett Raffarin III wurde er im März 2004 zunächst beigeordneter Minister im Innenministerium und im Zuge einer Kabinettsumbildung im November 2004 dann beigeordneter Minister für den Haushalt (ministre delegué au budget) im Finanzministerium; diese Position behielt er in der Regierung von Dominique de Villepin. Zudem war er von 2002 bis 2007 Regierungssprecher. Im Dezember 2005 wurde er erneut zum Bürgermeister von Meaux gewählt, das Amt übte er anschließend zusätzlich zu seinen Aufgaben in der nationalen Politik aus (2008 und 2014 wiedergewählt). Im Dezember 2006 lancierte Copé die neogaullistisch-wirtschaftsliberale Denkfabrik Génération France.fr. Nach der Präsidentschaftswahl 2007 schied er aus der Regierung aus.
Von 2007 bis 2017 war Copé erneut Abgeordneter des 6. Wahlkreises von Seine-et-Marne in der Nationalversammlung. Von Juni 2007 bis November 2010 amtierte er als Vorsitzender der Fraktion der Regierungspartei UMP in der Nationalversammlung. Am 17. November 2010 wurde er als Nachfolger von Xavier Bertrand zum Generalsekretär der Partei gewählt.

Copé (links) und François Fillon (2010)

Nach der französischen Präsidentschaftswahl 2012 und der Abwahl Nicolas Sarkozys wurde Copé am 18. November 2012 zum Parteivorsitzenden der UMP gewählt und setzte sich damit gegen den früheren Premierminister François Fillon durch. Die Mitgliederabstimmung wurde durch Manipulationsvorwürfe überschattet und sowohl Copé als auch Fillon erklärten sich zwischenzeitlich beide zum Wahlsieger. Eine interne Wahlkommission erklärte einen Tag später Copé zum neuen Parteivorsitzenden, der sich mit 50,03 Prozent der Stimmen gegen Fillon (49,97 Prozent) habe durchsetzen können. Fillon erkannte seine Niederlage nicht an und behauptete, Fehler bei den Wahlergebnissen entdeckt zu haben. Nach wochenlangen Diskussionen um das Wahlergebnis einigten sich beide Seiten auf eine Lösung, nach der Copé Parteivorsitzender blieb, aber bereits im September 2013 eine Neuwahl stattfinden sollte, zwei Jahre vor dem regulären Termin. Ein außerordentlicher Parteitag der UMP im Juni 2013 verzichtete jedoch auf die vorgezogene Neuwahl und bestätigte Copé als Parteivorsitzenden bis November 2015.
Am 27. Mai 2014 erklärte Copé seinen Rücktritt als Parteivorsitzender der UMP zum 15. Juni 2014, ebenso trat die gesamte Parteiführung zurück. Vorausgegangen waren Vorwürfe gegen die Partei und gegen Copé persönlich, unter anderem im Wahlkampf für Nicolas Sarkozy 2012 Aufträge in erheblicher Höhe ohne Ausschreibung an eine Werbeagentur geleistet zu haben, deren Inhaber mit Copé befreundet sind. Die Werbeagentur selbst erklärte, sie habe auf Aufforderung der UMP der Partei Rechnungen über nicht erbrachte Leistungen gestellt, mit denen tatsächlich Leistungen aus dem Präsidentschaftswahlkampf 2012 abgegolten worden seien. Damit, so der Vorwurf, soll die UMP die geltende Höchstgrenze für Wahlkampfausgaben bei einer Präsidentschaftswahl umgangen haben. Einen Tag vor dem Rücktritt Copés hatte der ehemalige stellvertretende Leiter der Wahlkampagne von Sarkozy die Vorwürfe zugegeben, dabei aber erklärt, weder Copé noch Sarkozy hätten von den Vorgängen gewusst. Ein Ermittlungsverfahren gegen Copé und die ehemalige UMP-Schatzmeisterin Catherine Vautrin wurde im September 2015 mit einem Non-lieu eingestellt.
Die UMP benannte sich im Mai 2015 in Les Républicains um und Copé wurde in das Politbüro der Partei berufen. Im Vorfeld der Präsidentschaftswahl 2017, bewarb sich Copé bei der Vorwahl der Républicains und ihrer Verbündeten des Mitte-rechts-Spektrums, kam aber mit nur 0,3 % der Stimmen auf den letzten Platz. Zur Parlamentswahl 2017 trat er nicht an, sondern erklärte, sich fortan auf sein Bürgermeisteramt in Meaux konzentrieren zu wollen.

## Kritik
2011 wurde er von der Académie de la Carpette anglaise dafür gerügt, die Verwendung des Englischen in der Schule und im Fernsehen zu fördern.